# Seamus Costello
Seamus Costello (en irlandés: Séamus Mac Coisdealbha, 1939-1977) fue un político irlandés de ideología republicana y socialista. Su mayor fama le vino por ser el fundador del Partido Republicano Socialista Irlandés, brazo político del INLA.

## Primeros años
Nació en Bray, en el condado de Wicklow, en 1939. A los 16 años se une al Sinn Féin y al IRA.
En solo un año ya consiguió hacerse un nombre dentro de la organización, siendo nombrado comandante de una Unidad de Servicio Activo del IRA al sur de Derry, bajo el apodo de "general Boy". Tomó parte durante la campaña fronteriza de la década de 1950 y las acciones más sonadas de su unidad fueron la destrucción de varios puentes y el incendio del consistorio municipal de Magherafelt, en Irlanda del Norte.

### Encarcelamiento
Fue detenido en Glencree en 1957, siendo condenado a seis meses de prisión en el penal de Mountjoy. Tras su puesta en libertad, fue arrestado casi inmediatamente y enviado a la cárcel de Curragh, donde pasaría interno dos años.
Durante su estancia en prisión pasaba la mayor parte del tiempo estudiando, sobre todo a líderes anticolonialistas como Hồ Chí Minh y su guerra de guerrillas en Vietnam. Asimismo, participó en los comités de presos políticos, consiguiendo la liberación de destacados líderes republicanos como Ruairí Ó Brádaigh (presidente del Sinn Féin) o Daithi O'Connell, entre otros.

## Vida política
Tras salir de prisión Seamus Costello trabajó enérgicamente por la reconstrucción del republicanismo en el condado de Wicklow, trabajando como organizador del Sinn Féin en dicha zona. En esta época contrae matrimonio con Maeliosa Costello, oriunda de Tipperary, que también militaba activamente en el movimiento republicano. Tras el éxito de la implantación del SF en Wicklow, Costello se presentó a las elecciones al Consejo Municipal de Bray, su ciudad natal, y a la Diputación del Condado de Wicklow, obteniendo una gran victoria.
Tras la división del movimiento republicano entre "oficiales" (IRA Oficial) y "provisionales" (IRA Provisional) en 1969, Costello se quedó con los primeros, convirtiéndose en vicepresidente del Sinn Féin Oficial y en jefe del Estado Mayor del IRA Oficial. No obstante, según Costello, el IRA Oficial cayó pronto en el reformismo, por lo que fue expulsado tanto del grupo armado como de su brazo político.
Debido a su postura crítica con las direcciones "oficiales" del movimiento republicano, Costello se opuso al alto al fuego decretado en 1972 por el IRA Oficial, dejando clara la abierta confrontación existente entre su sector, más izquierdista, y el de la dirección, liderado por Eoin O'Murchu. Por ello, Costello fue sometido a un consejo de guerra por el Estado Mayor del IRA Oficial en 1974. Este hecho significaría la ruptura definitiva del IRA Oficial en dos.

## Escisión, creación del INLA, del IRSP y muerte (1974-1977)
El 10 de diciembre de 1974 los sectores críticos del republicanismo "oficial", encabezados por Costello, se reunieron en las proximidades de Dublín para crear el Partido Republicano Socialista Irlandés (IRSP). Formado por republicanos, socialistas, comunistas y sindicalistas, el IRSP declaró a Costello como su presidente. Ese mismo día también se formó el Ejército Irlandés de Liberación Nacional (INLA), con Costello como jefe de Estado Mayor. No obstante, su existencia se mantuvo oculta durante un breve período de tiempo.
Esta nueva rama del republicanismo irlandés, llamada Movimiento Socialista Republicano Irlandés (IRSM), declaró que lucharía con las armas en la mano por la instauración de una república socialista de 32 condados en Irlanda, expulsando totalmente al Reino Unido de la isla.
A los pocos días de su constitución, el IRSM experimentaría un bautizo de fuego, al ser tiroteados por miembros del IRA Oficial varios de sus militantes. Desde entonces, el INLA y el IRA Oficial intentarían eliminarse mutuamente.
En 1977 ambas organizaciones armadas pactan una tregua en la que cesan sus ataques entre sí. No obstante, y a pesar de la tregua, Costello fue tiroteado en Dublín el 5 de octubre de 1977 por tres miembros a los que se acusó de pertenecer al IRA Oficial. Sin embargo, tanto el IRA Oficial como el IRA Provisional negaron su implicación en el asesinato, y el Partido de los Trabajadores de Irlanda (antiguo Sinn Féin Oficial) emitió un comunicado en el que condenaba el asesinato.
A su funeral asistieron destacadas personalidades del mundo republicano e izquierdista de Irlanda: Ruairí Ó Brádaigh, entonces líder del Sinn Féin; Mick O'Riordan, del Partido Comunista de Irlanda; Bernadette McAliskey... También acudieron diferentes representantes del Fianna Fáil y el Fine Gael, partidos que se han alternado en el gobierno de la República de Irlanda desde la independencia.
La senadora irlandesa Nora Connolly O'Brien, hija del líder del Alzamiento de Pascua James Connolly, afirmó lo siguiente sobre Costello:

De todos los personajes políticos con los que he mantenido conversaciones y que se reclamaban seguidores de mi padre, Seamus Costello fue el único que realmente entendió lo que James Connolly quería expresar cuando hablaba de su visión de la libertad del pueblo irlandés.